# ピート・ファン・ケンペン
ピート・ファン・ケンペン（Piet van Kempen、1898年12月12日 - 1985年5月5日）は、オランダ、オールトヘンスプラート出身の元自転車競技（トラックレース）選手

## 経歴
6日間レース通算32勝を挙げ、「6日間レースの帝王」（蘭:Koning der Zesdaagsen）という異名を取った名選手。また通算勝利数は、1938年にカナダのウィリアム・ペデンに更新されるまで、通算第1位の記録であった。
プロ年代は1919年から1942年、1950年及び1955年から1957年までである。

## 主な戦績
1916年
- オランダ選手権・アマスプリント 優勝

1921年
- ニューヨーク6日間レース 優勝（+ オスカル・エッグ）

1922年
- ブリュッセル6日間レース 優勝（+ エミル・アールツ）

1923年
- パリ6日間レース 優勝（+ オスカル・エッグ）

1924年
- ニューヨーク6日間レース 優勝（+ レジナルド・マクナマラ）

1925年
- ブリュッセル6日間レース 優勝（+ エミル・アールツ）
- パリ6日間レース 優勝（+ アルフル・ベル）
- オランダ選手権・プロスプリント 優勝

1926年
- ヴロツワフ6日間レース 優勝（+ エルンスト・フェーヤ）
- ブリュッセル6日間レース 優勝（+ クラース・ファン・ネック）

1927年
- ベルリン6日間レース 優勝（+ マウリス・デ・ウォルフ）

1928年
- シカゴ6日間レース 優勝（+ マイク・ロダック）
- シュトゥットガルト6日間レース 優勝（+ テオ・フランケンシュタイン）
- ドルトムント6日間レース 優勝（+ マウリス・デ・ウォルフ）

1929年
- シュトゥットガルト6日間レース 優勝（+ パウル・ブシェンハーゲン）

1930年
- ヴロツワフ6日間レース 優勝（+ パウル・ブシェンハーゲン）
- サンテティアンヌ6日間レース 優勝（+ フランシス・フォレ）
- ブリュッセル6日間レース 優勝（+ パウル・ブシェンハーゲン）

1931年
- ヴロツワフ6日間レース 優勝（+ ヴィリー・リーガー）

1932年
- アムステルダム6日間レース 優勝（+ ヤン・パイネンビュルフ）
- パリ6日間レース 優勝（+ ヤン・パイネンビュルフ）
- マルセイユ6日間レース 優勝（+ アルマン・ブランショネ）
- ドルトムント6日間レース 優勝（+ ヤン・パイネンビュルフ）

1933年
- クリーヴランド6日間レース 優勝（+ ジュール・アウディ）

1934年
- サンフランシスコ6日間レース 優勝（+ ジャック・マッコイ）
- ロンドン6日間レース 優勝（+ シドニー・コーゼンズ）
- ミネアポリス6日間レース 優勝（+ レジナルド・フィールディング、ハインツ・フォーペル）

1935年
- カンザスシティ6日間レース 優勝（+ ウィリアム・ペデン）
- サンフランシスコ6日間レース 優勝（+ ジェイムス・コーコラン）

1936年
- サンテティアンヌ6日間レース 優勝（+ ジャン・ファン・ブッヘンハウト）

1937年
- ロンドン6日間レース 優勝（+ アルベール・ビュイス）
- サンテティアンヌ6日間レース 優勝（+ ジャン・ファン・ブッヘンハウト）